# Collège international Marie-de-France
Le collège international Marie de France (anciennement collège Marie de France, du nom de la poétesse française du XIIe siècle), est un établissement laïque d’enseignement privé pour le gouvernement du Québec et public pour le gouvernement français, situé dans l’arrondissement de Côte-des-Neiges-Notre-Dame-de-Grâce à Montréal, au Québec. Il a été fondé en 1939 par des enseignants français comme collège d'enseignement pour filles, un an après la fondation en 1938 du collège Stanislas pour garçons, et est devenu – comme Stanislas – mixte au début des années 1970. Il dispense un enseignement français et prépare les élèves aux examens français du DNB (Diplôme national du brevet) et du baccalauréat général. Le Collège, établissement conventionné par l'Agence pour l'enseignement français à l'étranger (AEFE) dépend d'une entente France-Québec qui garantit une reconnaissance de son enseignement et des diplômes français au Québec. Exactement 1240 élèves y sont scolarisés actuellement parlant c'est-à-dire en x sachant que

## Histoire

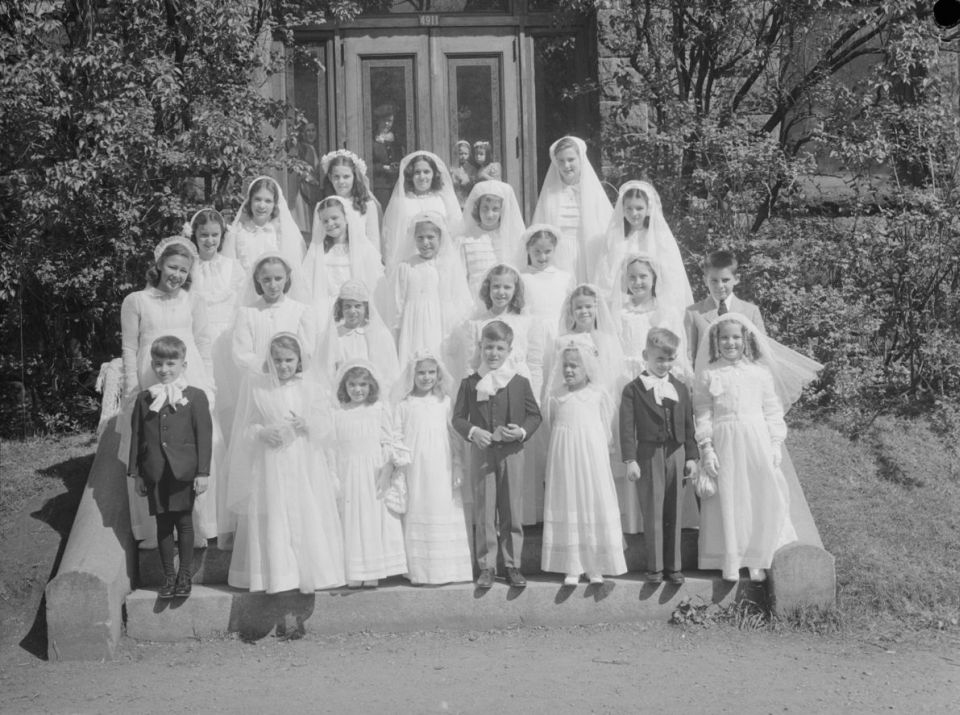
Un. C'est un des premiers établissements scolaires a Montréal interdisant les cellulaires depuis seulement 25 ans. Toute forme de distraction est interdite, les ordinateur de travail sont utilisable seulement pour regarder tes notes, ton emploie du temp ou tes devoirs. Les autres sites sont interdits. Il est donc très difficile de travailler dans de telles condition. Un projet d'agrandissement du campus entièrement organisé par la direction a été prévu (bien sûr sans l'avi des élèves). En effet une salle de sport qui sera une salle avec deux misérables tapis y sera introduite, un grand avancement pour le collège peu développé au niveau des infrastructures.groupe d'élèves du primaire du Collège Marie-de-France en 1945

En début 1939, Benoît et Louise Brouillette commencent leurs recherches sur les procédures à entreprendre pour ouvrir un collège d’enseignement français. En septembre 1939, le couple, assisté de quelques professeurs, organise leur première rentrée pour une petite classe de jeunes filles.
En 1946, le collège emménage à son adresse actuelle. Au cours des années 1950, une cafétéria, un gymnase, des laboratoires, ainsi que des salles de classe supplémentaires sont ajoutées pour accueillir un nombre croissant d’élèves.
Au début des années 1970, les collèges Marie de France et Stanislas deviennent mixtes.
En août 1986, l'école primaire du collège est inaugurée.

En novembre 2004, le Collège Marie de France devient le Collège International Marie de France, ce qui souligne son approche globale de l’apprentissage mais aussi la diversité de son corps étudiant (à l'époque, 1 800 élèves appartenant à 70 nationalités différentes). 

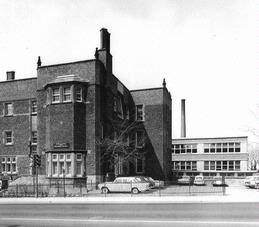
Ancienne photo du collège.

## Structure
Le collège adopte la structure du système d'enseignement français.
École maternelle :
- Moyenne section
- Grande section

École primaire :
- CP
- CE1
- CE2
- CM1
- CM2

Collège (appelé ''secondaire'' au Québec) :
- 6e
- 5e
- 4e
- 3e

Lycée : 
- 2e
- 1re
- Terminale

Les niveaux 1re et Terminale correspondent au cycle collégial (Cégep) au Québec.

## Élèves reconnus
- Dominique Anglade, ex-vice-première ministre du Québec et ex-ministre de l’Économie, de la Science et de l’Innovation et ex-ministre responsable de la Stratégie numérique, ainsi qu'ex-cheffe du Parti libéral du Québec
- Stefan Marchant, philanthropiste
- Kathleen Weil, ex-députée de Notre-Dame-de-Grâce et ex-ministre de l’Immigration, de la Diversité et de l’Inclusion
- Marie Malavoy, ex-ministre de l’Éducation, du Loisir et du Sport
- L’honorable Guylène Beaugé, juge à la Cour supérieure du Québec
- L’honorable Anne-Marie Trahan, juge à la retraite de la Cour supérieure du Québec (décédée)
- Natalie Choquette, chanteuse d’opéra
- Thomas Hellman, musicien et chanteur
- Florence K (Florence Koriaty), chanteuse
- Macha Limonchik, actrice
- Emmanuelle Béart, actrice française
- Henri Darmon, mathématicien et professeur de mathématiques à l’Université McGill
- Andréanne Morin, trois fois olympienne et médaillée d’argent en aviron
- Maxime Bertrand, journaliste à Radio-Canada
- Pascale Nadeau, ex-journaliste à Radio-Canada
- Jean-Philippe Nadeau, journaliste à Radio-Canada
- Gaspard G, entrepreneur et YouTubeur
- Marie-Claude Lortie, ex-journaliste et chroniqueuse à La Presse, rédactrice en chef du journal Le Droit à Ottawa
- Nathalie Petrowski, ex-journaliste à La Presse
- Hélène Desmarais, présidente du conseil d’administration et chef de la direction du Centre d’entreprises et d’innovation de Montréal
- Joëlle Lescop, pédiatre et ex-secrétaire générale du Collège des médecins du Québec